# Luigi Pallotti
Luigi Pallotti (30. marts 1829 i Albano Laziale i Italien – 31. juli 1890 i Rom) var en af den katolske kirkes kardinaler, og var tilknyttet Den romerske kurie. Han var præfekt for Rettssignaturaen 1889.
Han blev kreeret til kardinal i 1887 af pave Leo XIII.